# Realpolitik
La Realpolitik («política dels fets reals» en alemany) és la política basada en el racionalisme pràctic més que en principis absoluts ètics o ideològics. És una forma de pragmatisme. Hom ha defensat que la realpolitik és imprescindible per a poder realitzar una part dels objectius i ideals, i protegeix contra l'aplicació totalitària de principis per majories absolutes. Queda un dilema ètic entre el realisme del possible, el pragmatisme polític i el cinisme de la realpolitik econòmica que només veu els valors financers sense tenir compte de valors ecològics, culturals o socials.
Otto von Bismarck va encunyar el terme complint la petició del príncep Klemens von Metternich de trobar un mètode per a balancejar el poder entre els imperis europeus. El balanç de poders significava la pau, i els practicants de la realpolitik intentaven evitar la carrera armamentista.
No obstant això, durant els primers anys del segle xx, la realpolitik va ser abandonada i en el seu lloc es va implementar la doctrina "Weltpolitik" i la carrera armamentista va recobrar el seu ritme, donant lloc a la Primera Guerra Mundial. Un dels seus precursors més famosos va ser Nicolau Maquiavel, conegut per la seva obra El príncep. Maquiavel sostenia que l'única preocupació d'un príncep deuria ser la de buscar i retenir el poder, sense importar consideracions ètiques o religioses. Les seves idees van ser més tard expandides i implementades pel Cardenal Richelieu en el seu Raison d'etat durant la Guerra dels Trenta Anys. Ja en uns texts del segle VII-VI aC de l'antiga Grècia s'han trobat traces d'una veritable realpolitik per a resoldre problemes de la realitat quotdiana. L'historiador grec Tucídides, qui va escriure la Història de la Guerra del Peloponès, també és citat com un precursor ideològic de la realpolitik.
En alemany, el terme Realpolitik és més freqüentment utilitzat per a distingir a les polítiques moderades o «realistes» de les polítiques de canvi radical. En la política de pactes, quan ningú té majoria, fer realpolitik sembla l'única possibilitat per avançar. Dins d'un mateix partit aquesta situació pot crear tensions entre l'ala pragmàtica (en alemany realos) i l'ala que vol la coherència total amb els principis sense concessions (en alemany fundis).
En català, s'ha d'escriure la paraula entre cometes o amb cursiva.

## Realpolitiken les arts
- Francisco Marco, Realpolitik (2015) Una novel·la que ensenya la xarxa d'influències i corrupció del poder, a la qual els calers, el sexe i les mentides es mesclen amb una vel·leïtat de controlar-ho tot.[10][11]